# Leiognathidae
I Leiognathidae sono una famiglia di pesci ossei appartenenti all'ordine Perciformes.

## Distribuzione e habitat
Sono presenti negli oceani Indiano e Pacifico soprattutto nelle fasce tropicali. Una specie (Equulites klunzingeri) è presente nel mar Mediterraneo dove è giunto dal mar Rosso in seguito alla migrazione lessepsiana.
Sono strettamente costieri, di solito frequentano fondi sabbiosi. Alcune specie penetrano nei corsi d'acqua dolce.

## Descrizione
L'aspetto di questi pesciolini è alquanto uniforme, hanno corpo alto e compresso lateralmente, dai colori argentati. La bocca spesso si può allungare a tubo come nelle mennole o nel pesce San Pietro. Le pinne dorsale ed anale sono lunghe e quasi simmetriche, nella loro parte anteriore portano raggi spiniformi ed hanno un'altezza maggiore. La pinna caudale è biloba. Al tatto appaiono vischiosi come le bavose a causa del muco che li ricopre.
Anche se qualche specie può sfiorare i 30 cm la maggioranza di questi pesciolini raggiunge a malapena i 20 cm.

## Biologia
Si nutrono di piccoli invertebrati bentonici dell'infauna e dell'epifauna dei fondi mobili.

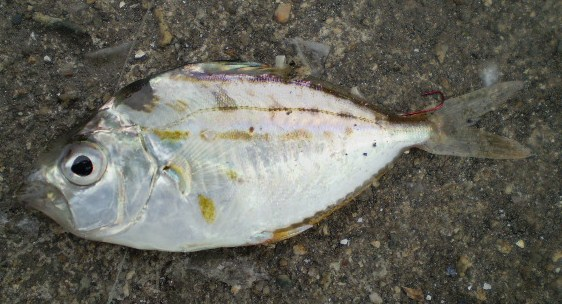
Nuchequula nuchalis

## Pesca
Vengono pescati di frequente con reti a strascico e da posta ma la loro importanza economica è limitata ad alcuni contesti di pesca artigianale.

## Specie
- Equulites absconditus
- Equulites antongil
- Equulites elongatus
- Equulites klunzingeri
- Equulites laterofenestra
- Equulites leuciscus
- Equulites moretoniensis
- Equulites rivulatus
- Equulites stercorarius
- Eubleekeria jonesi
- Eubleekeria kupanensis
- Eubleekeria rapsoni
- Eubleekeria splendens
- Gazza achlamys
- Gazza dentex
- Gazza minuta
- Gazza rhombea
- Gazza squamiventralis
- Leiognathus aureus
- Leiognathus berbis
- Leiognathus brevirostris
- Leiognathus daura
- Leiognathus dussumieri
- Leiognathus equulus
- Leiognathus fasciatus
- Leiognathus lineolatus
- Leiognathus longispinis
- Leiognathus oblongus
- Leiognathus parviceps
- Leiognathus robustus
- Leiognathus striatus
- Nuchequula blochii
- Nuchequula flavaxilla
- Nuchequula gerreoides
- Nuchequula glenysae
- Nuchequula longicornis
- Nuchequula mannusella
- Nuchequula nuchalis
- Photopectoralis bindus
- Photopectoralis hataii
- Photopectoralis panayensis
- Secutor hanedai
- Secutor indicius
- Secutor insidiator
- Secutor interruptus
- Secutor megalolepis
- Secutor ruconius